# Анри Кулонж
Анри Кулонж (фр. Henri Coulonges), настоящее имя Марк-Антуан де Дампьер (фр. Marc-Antoine de Dampierre, 11 июля 1936[…], Довиль, Кальвадос, Франция — 4 мая 2023, XIV округ Парижа, Франция) — французский писатель и художник. Лауреат Большой премии Французской академии за роман; его произведения переведены на 17 языков.

## Биография
Родился 11 июля 1936 года в Довиле, департамент Кальвадос региона Нормандия. Десять лет писал статьи для журнала Connaissance des Arts. В 1975 году издательством Фаяр был опубликован его первый роман Les Rives de l’Irrawaddy. Весной 1979 года он опубликовал свой второй роман, L’Adieu à la femme sauvage, который получил освещение в прессе в Le Canard enchaîné и получил приз широкой публики RTL. В конце года роман принёс ему Большую премию Французской академии за роман. Роман стал его самым большим коммерческим успехом, а также пользовался успехом критиков, получив похвалу от таких авторов, как Жан Мистлер, Жан Клемантен и Франсуаза Ксенакис. Многочисленные киностудии в США и Великобритании проявили интерес к экранизации романа, но ни один из этих планов не осуществился. Кулонж претендовал на ещё одну награду Французской академии в 1997 году, но уступил Жану-Франсуа Ревелю.
Умер 4 мая 2023 года в возрасте 86 лет.

## Личная жизнь
Женился в январе 1963 года на Шанталь Эльтведт, у них было двое сыновей, Анри и Юбер.

## Произведения
- Les Rives de l’Irrawaddy (1975)
- L’Adieu à la femme sauvage (1979)
- À l’approche d’un soir du monde (1983)
- Les Frères Moraves (1987)
- La Lettre à Kirilenko (1989)
- La Marche hongroise (1992)[15]
- Passage de la comète (1996)
- Six oies cendrées (2001)[16]

## Награды
- Крест Воинской доблести